# Ronde van Italië 2024/Vijfde etappe
De vijfde etappe van de Ronde van Italië 2024 vond plaats op 8 mei. Deze etappe werd gewonnen door vluchter Benjamin Thomas.

## Koersverloop
In de vroege vlucht van deze etappe zaten vier renners; Mattia Bais, Manuele Tarozzi, Lewis Askey en Simon Geschke. Met nog 110 kilometer te gaan werden de vier renners ingerekend door het peloton. Ongeveer 40 kilometer later ontstond een volgende kopgroep, deze bestond eveneens uit vier renners. Deze bestond uit de Fransen Enzo Paleni en Benjamin Thomas, de Italiaan Andrea Pietrobon en de Deen Michael Valgren. Deze kopgroep had een maximale voorsprong van anderhalve minuut. Ondanks verwoede pogingen slaagde het overgebleven peloton er niet in om de laatste renners terug te pakken. Ongeveer één kilometer voor de finish probeerde Pietrobon bij de andere vluchters weg te rijden. Door het harde werk van Paleni kon deze aanval niet lang stand houden. Valgren en Thomas waren de overgebleven renners die een sprint konden rijden voor de overwinning. Uit deze sprint bleek Thomas, die tevens een succesvol baanwielrenner is, de sterkste van het tweetal en zegevierde zodoende voor de eerste maal in zijn carrière in een UCI World Tour-wedstrijd.

## Uitslagen
| Genua - Lucca (178 km) |                  |                         |          |
| Plaats                 | Naam             | Ploeg                   | tijd     |
| Winnaar                | Benjamin Thomas  | Cofidis                 | 3u59'59" |
| 2                      | Michael Valgren  | EF Education-EasyPost   | z.t.     |
| 3                      | Andrea Pietrobon | Team Polti Kometa       | z.t.     |
| 4                      | Enzo Paleni      | Groupama-FDJ            | + 3"     |
| 5                      | Jonathan Milan   | Lidl-Trek               | + 11"    |
| 6                      | Caleb Ewan       | Team Jayco AlUla        | z.t.     |
| 7                      | Phil Bauhaus     | Bahrain-Victorious      | z.t.     |
| 8                      | Tim Merlier      | Soudal Quick-Step       | z.t.     |
| 9                      | Olav Kooij       | Team Visma-Lease a Bike | z.t.     |
| 10                     | Madis Mihkels    | Intermarché-Wanty       | z.t.     |

| Algemeen klassement |                        |                         |           |
| Plaats              | Naam                   | Ploeg                   | Tijd      |
| Roze trui           | Tadej Pogačar          | UAE Team Emirates       | 19u19'15" |
| 2                   | Geraint Thomas         | INEOS Grenadiers        | + 46"     |
| 3                   | Daniel Felipe Martínez | BORA-Hansgrohe          | + 47"     |
| 4                   | Cian Uijtdebroeks      | Team Visma-Lease a Bike | + 55"     |
| 5                   | Einer Rubio            | Movistar Team           | + 56"     |
| 6                   | Lorenzo Fortunato      | Astana Qazaqstan Team   | + 1'07"   |
| 7                   | Juan Pedro López       | Lidl-Trek               | + 1'11"   |
| 8                   | Jan Hirt               | Soudal Quick-Step       | + 1'13"   |
| 9                   | Aleksej Loetsenko      | Astana Qazaqstan Team   | + 1'26"   |
| 10                  | Esteban Chaves         | EF Education-EasyPost   | z.t.      |
|                     |                        |                         |           |
| 29                  | Thymen Arensman        | INEOS Grenadiers        | + 4'09"   |

## Opgaven
Er is na deze etappe één opgave gemeld, de Fransman Adrien Petit stapte zo'n 100 kilometer voor de finish af.
Niet gefinisht
Adrien Petit (Intermarché-Wanty)
1e etappe ·
2e etappe ·
3e etappe ·
4e etappe ·
5e etappe ·
6e etappe ·
7e etappe ·
8e etappe ·
9e etappe ·
10e etappe ·
11e etappe ·
12e etappe ·
13e etappe ·
14e etappe ·
15e etappe ·
16e etappe ·
17e etappe ·
18e etappe ·
19e etappe ·
20e etappe ·
21e etappe
Startlijst · Eindstanden · Afbeeldingen